# Lisandro Alonso
Pour les articles homonymes, voir Alonso.
Lisandro Alonso, né le 2 juin 1975 à Buenos Aires, est un scénariste et réalisateur argentin.
Il est associé au mouvement du nouveau cinéma argentin et est l'une des figures majeures du cinéma contemplatif.

## Biographie
Fils d'agriculteur, Lisandro Alonso a voulu dans ses premiers films faire apparaître « son tropisme pour la vie sauvage ».
Ses films suivent notamment le long et vain trajet d'un père à travers la nature pour retrouver un enfant avec lequel le lien est irrémédiablement rompu.

## Filmographie

### Réalisateur
- 1995 : Dos en la vereda (court métrage)
- 2001 : La Libertad
- 2004 : Los muertos
- 2006 : Fantasma
- 2008 : Liverpool
- 2011 : Sin Titulo (Carta para Serra) (court métrage)
- 2014 : Jauja
- 2023 : Eureka

### Acteur
- 2024 : Queer de Luca Guadagnino : Mr. Cotter